# Paper Trail: Case Closed EP
Paper Trail: Case Closed EP è un Extended Play del rapper statunitense T.I., pubblicato il 18 agosto 2009 per l'etichetta discografica Grand Hustle Records, Atlantic Records

## Tracce
1. Live Your Life (feat. Rihanna)
2. Dead and Gone (feat. Justin Timberlake)
3. Whatever You Like
4. Remember Me (feat. Mary J. Blige)
5. Hell of a Life